# Mata Coyote
Mata Coyote är en ort i Mexiko.   Den ligger i kommunen Carrillo Puerto och delstaten Veracruz, i den sydöstra delen av landet, 270 km öster om huvudstaden Mexico City. Mata Coyote ligger 309 meter över havet och antalet invånare är 172.
Terrängen runt Mata Coyote är huvudsakligen platt, men åt nordväst är den kuperad. Terrängen runt Mata Coyote sluttar österut. Runt Mata Coyote är det ganska tätbefolkat, med 134 invånare per kvadratkilometer. Närmaste större samhälle är Cuitláhuac, 4,4 km väster om Mata Coyote. Trakten runt Mata Coyote består till största delen av jordbruksmark.